# Jökulsá á Fjöllum
Lo Jökulsá á Fjöllum è uno dei più lunghi fiumi islandesi. Come indica chiaramente il nome, Jökulsá, fiume di ghiacciaio, lo Jökulsá á Fjöllum è un fiume glaciale che nasce dalla parte settentrionale dell'immensa calotta del Vatnajökull e scorre per 206 km prima di incontrare, nell'estremo nord dell'Islanda, l'Oceano Artico. Raccoglie un bacino totale di 7.950 km², che è il più vasto dell'isola, di questi, 1.700 km² sono sub-glaciali.
Il primo ponte venne costruito nelle pianure settentrionali nel 1905, l'attuale sorse nello stesso posto nel 1947. Il ponte sulla Hringvegur, la grande strada ad anello che contorno l'intera Islanda, posto più a sud, venne costruito nel 1956-57. Prima che i ponti venissero costruiti, i viaggiatori si dovevano rivolgere ai fattori delle vicine fattorie; una legge li obbligava a traghettarli ad un prezzo ragionevole sull'altra sponda. C'era chi provava o era costretto a tentare la traversata da solo; i più morivano nel tentativo, inghiottiti dalle melmose acque dello Jökulsá che ogni anno trasporta mediamente 5.000 tonnellate di fango, sabbia e ghiaia all'estuario, aggiungendo terra per gli uomini, le foche grigie, gli skua e moltissime altre specie che vivono alla fine dello Jökulsá.
Lo Jökulsárgljúfur è il canyon formato dal fiume glaciale Jökulsá á Fjöllum, è una delle più splendide aree d'Islanda ed è parco nazionale dal 1973. La straordinaria conformazione della gola è uno dei luoghi unici d'Islanda, paragonabile a pochi luoghi sulla Terra per la sua eccezionale bellezza, come il Gran Canyon in Arizona. Alcuni degli immensi tesori naturali del Jökulsárgljúfur sono le scogliere di Hljóðaklettar e le numerose cascate che segnano il percorso del fiume, tra cui le più importanti sono Selfoss, Dettifoss e Hafragilsfoss.

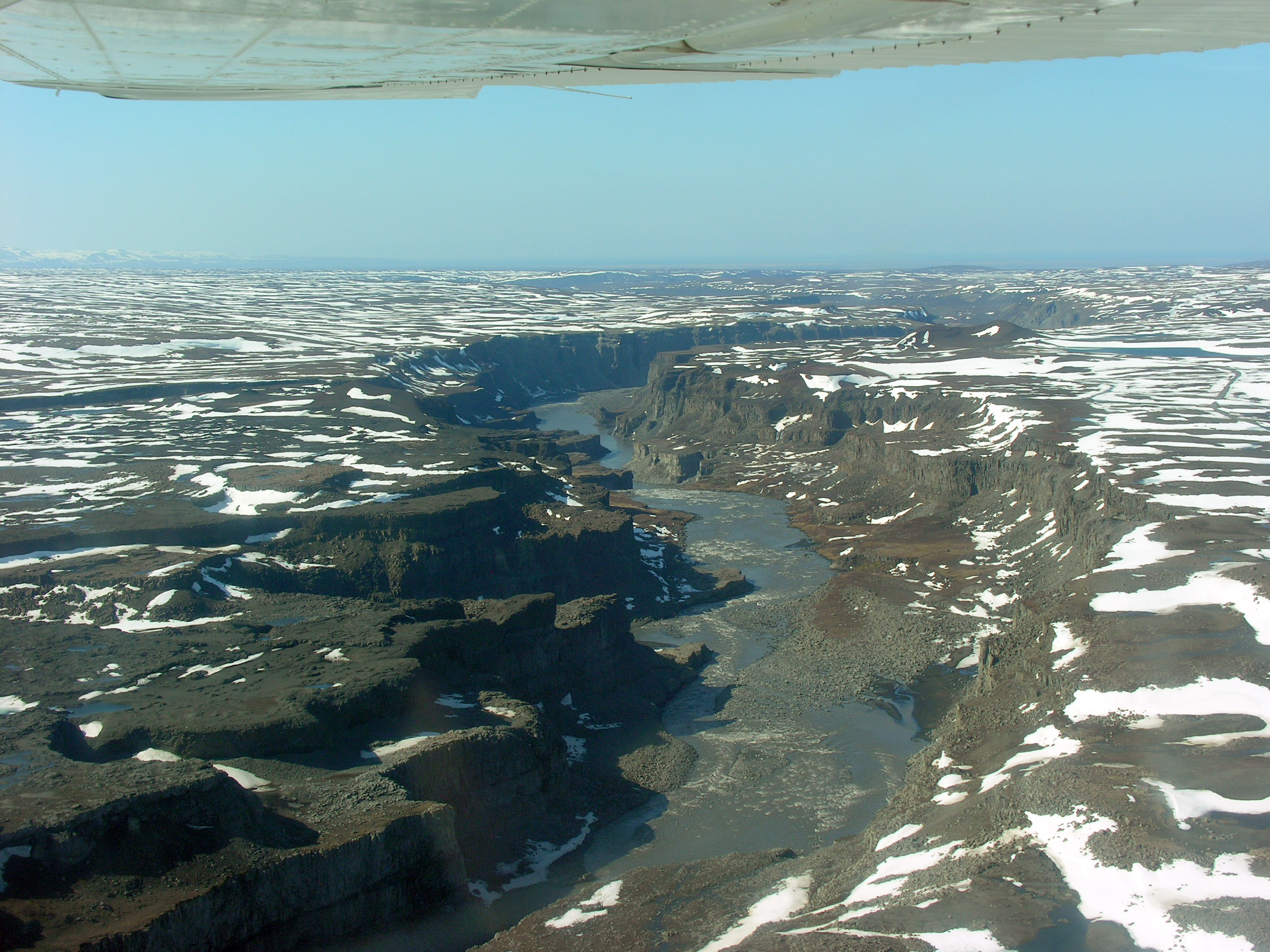
Veduta aerea del canyon Jökulsárgljúfur.
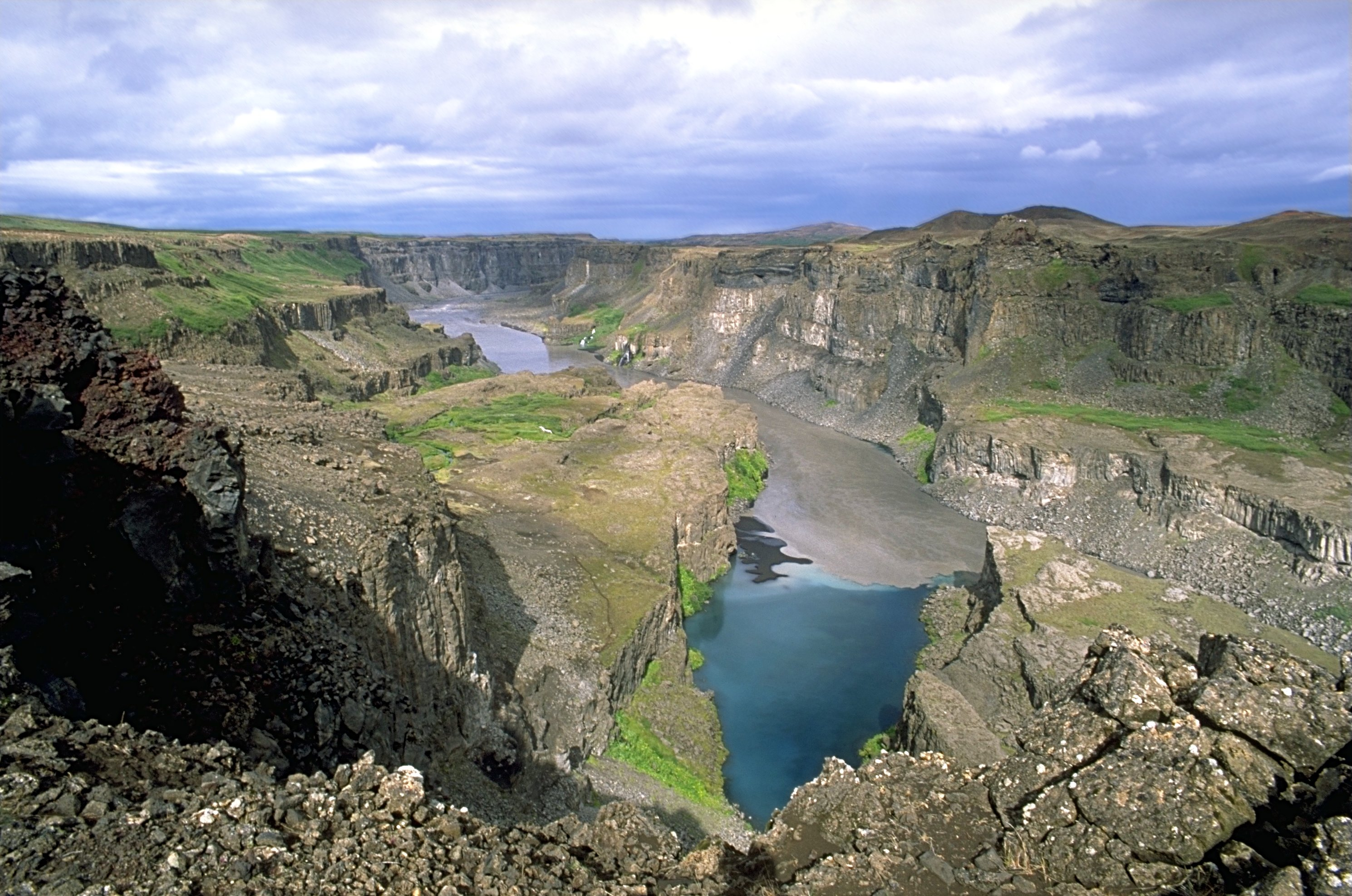
Veduta sul canyon Jökulsárgljúfur.
La grandiosa cascata di Dettifoss.
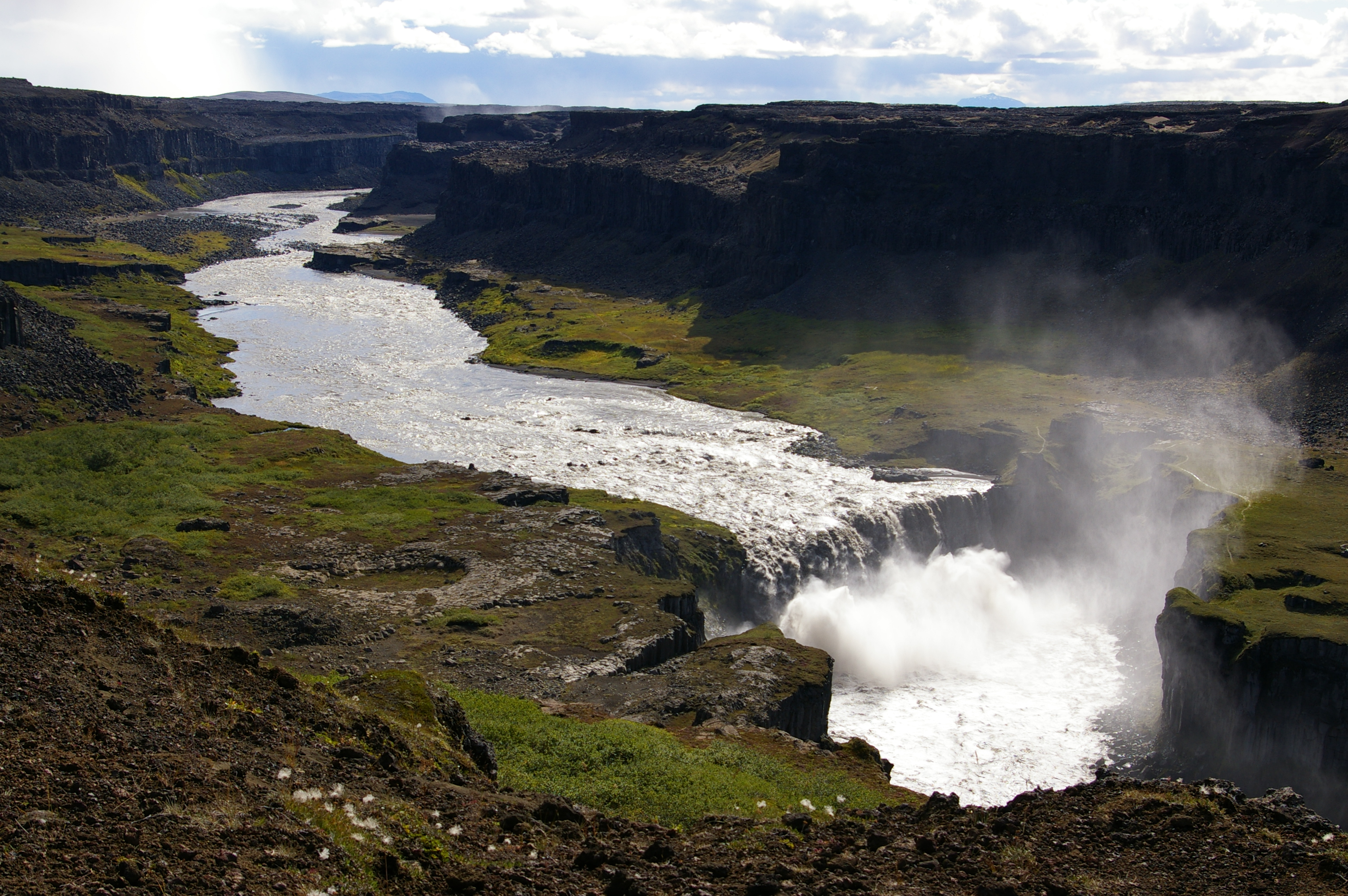
Veduta di Hafragilsfoss e del canyon Jökulsárgljúfur.